# George Mackay Brown
George Mackay Brown né le 17 octobre 1921 mort le 13 avril 1996 est un poète, romancier et dramaturge écossais.

## Biographie
George Mackay Brown est le cadet d'une famille de six enfants. Il vit la plus grande partie de sa vie à Stromness dans les Orcades Il fait ses études à la Newbattle Abbey College et étudie la littérature à l'Université d'Édimbourg. Le 23 décembre 1961 il se convertit à la religion catholique et le jour suivant il fait sa communion solennelle.

## Œuvre

### Poésie
- The Storm (1954)
- Loaves and Fishes (1959)
- The Year of the Whale (1965)
- Fishermen with Ploughs (1971)
- Poems New and Selected (1971)
- Winterfold (1976)
- Voyages (1983)
- The Wreck of the Archangel (1989)
- Tryst on Egilsay (1989)
- Brodgar Poems (1992)
- Foresterhill (1992)
- Following a Lark (1996)
- Water (1996)
- Travellers: poems (2001)
- Collected Poems (2005)

### Nouvelles
- A Calendar of Love (1967)
- A Time to Keep (1969)
- Hawkfall (1974)
- The Sun's Net (1976)
- Andrina and Other Stories (1983)
- The Masked Fisherman and Other Stories (1989)
- The Sea-King's Daughter (1991)
- Winter Tales (1995)
- The Island of the Women and Other Stories (1998)

### Théâtre
- A Spell for Green Corn (1970)
- Three Plays: The Loom of Light, The Well and The Voyage of Saint Brandon (1984)

### Romans
- Greenvoe (1972)
- Magnus (1973)
- Time in a Red Coat (1984)
- The Golden Bird: Two Orkney Stories (1987) won the James Tait Black Memorial Prize for fiction.
- Vinland (1992)
- Beside the Ocean of Time (1994) shortlisted for Booker Prize and judged Scottish Book of the Year by the Saltire Society

### Essais récits autobiographiques
- An Orkney Tapestry (1969)
- Letters from Hamnavoe (1975)
- Under Brinkie's Brae (1979)
- Portrait of Orkney (1981)
- Rockpools and Daffodils: An Orcadian Diary, 1979-91 (1992)
- For the Islands I Sing: An Autobiography (1997)
- Stained Glass Windows (1998)
- Northern Lights (1999) (Includes Poetry)
- The First Wash of Spring (2006)

### Histoires pour enfants
- The Two Fiddlers (1974)
- Pictures in the Cave (1977)
- Six Lives of Fankle the Cat (1980)